# Walter Krüger (militare 1892)
Eugen Walter Krüger (Zeitz, 23 marzo 1892 – Baden-Baden, 11 luglio 1973) è stato un generale tedesco.
Nel 1941, all'inizio dell'Operazione Barbarossa (22 giugno), era il comandante della I Panzer-Division che fu incorporata nel Gruppo d'Armate Nord e partecipò all'Assedio di Leningrado.